# 伍熀
伍熀，泰和車行創辦人，已婚並育有三子。。 
伍熀於土瓜灣以銷售汽車電池起家。有「的士大王」之稱。鍾情賽馬，從1998年起先後擁有四匹馬。近年將車行生意轉交兒子伍海山管理，而另一名兒子伍富山則為矯齒牙醫。
「的士大王」、泰和車行老闆伍熀的兒子伍海山，率領多名商會元老，共10多人參選，包括香港的士小巴商總會前理事長唐躍峯、陳洲香港的士電召中心有限公司主席、王仲強、黃錦波。